# Cruxicheiros
Cruxicheiros („ruce v podobě kříže“) byl rod poměrně velkého teropodního dinosaura, žijícího v období střední jury na území dnešní Velké Británie. Typový druh C. newmanorum byl popsán v roce 2009.
Fosílie tohoto dravého dinosaura byly objeveny již v 60. letech 20. století v lomu Cross Hands (od kterého odvozuje své rodové jméno). Holotyp je označen katalogovým číslem WARMS G15770 a jde o nekompletní pravou stehenní kost. Další materiál z lokality patří zřejmě stejnému jedinci. Jde o poměrně velkého teropoda o délce kolem 9 metrů, ale mnoho o něm není známo.
Není zatím jisté, do které čeledi Cruxicheiros patřil, zřejmě však jde o vývojově primitivního příslušníka skupiny Tetanurae (pokročilejších teropodů).